# 4523 MIT
4523 MIT este un asteroid din centura principală, descoperit pe 28 februarie 1981 de Schelte Bus.